# Andropogon pseudoischaemum
Andropogon pseudoischaemum là một loài thực vật có hoa trong họ Hòa thảo. Loài này được Nees ex Steud. mô tả khoa học đầu tiên năm 1854.